# بروج
بروج أو إبرجس بالفرنسية (Bruges) (الهولندية: Brugge، ويفترض أن أصلها bryggja وتعني «مرسى» أو «ميناء»)، هي مدينة وبلدية في بلجيكا وعاصمة وأكبر مدينة من مقاطعة فلاندر الغربية في الإقليم الفلامندي وهي تقع في شمال غرب البلاد. مركز المدينة التاريخي من مواقع التراث العالمي لليونسكو. منطقة المدينة بأكملها أكثر من 13840 هكتار، منها 1075 هكتارا قبالة الساحل، ويبلغ مجموع سكانها أكثر من 117000، منهم حوالي 20000 يعيشون في المركز التاريخي. جنبا إلى جنب مع عدد قليل من المدن الشمالية الأخرى القائمة على قنوات مائية، مثل أمستردام، يشار إليها أحياناً باسم بندقية الشمال. تُعد مدينة بروج ذات أهمية اقتصادية كبيرة بسبب مينائها، وأيضاً موطناً لكلية أوروبا.

## التاريخ

### المنشأ
كانت بروج موقعاً لمستوطنات ساحلية خلال عصور ما قبل التاريخ. في منطقة بروج، تم بناء الحصون الأولى بعد غزو يوليوس قيصر لقبيلة المينابي في القرن الأول قبل الميلاد، لحماية المنطقة الساحلية ضد القراصنة. استولى لاحقاً الفرنجة على المنطقة بأكملها من عند الجالو رومان حوالي القرن الرابع وأداروها باسم باغوس فلاندرنسيس. غارات الفايكنغ خلال القرن التاسع دفعت الكونت بالدوين الأول من فلاندرز لتعزيز التحصينات الرومانية. واستؤنفت التجارة بعدها بوقت قصير مع إنكلترا والدول الإسكندنافية.

## العمارة

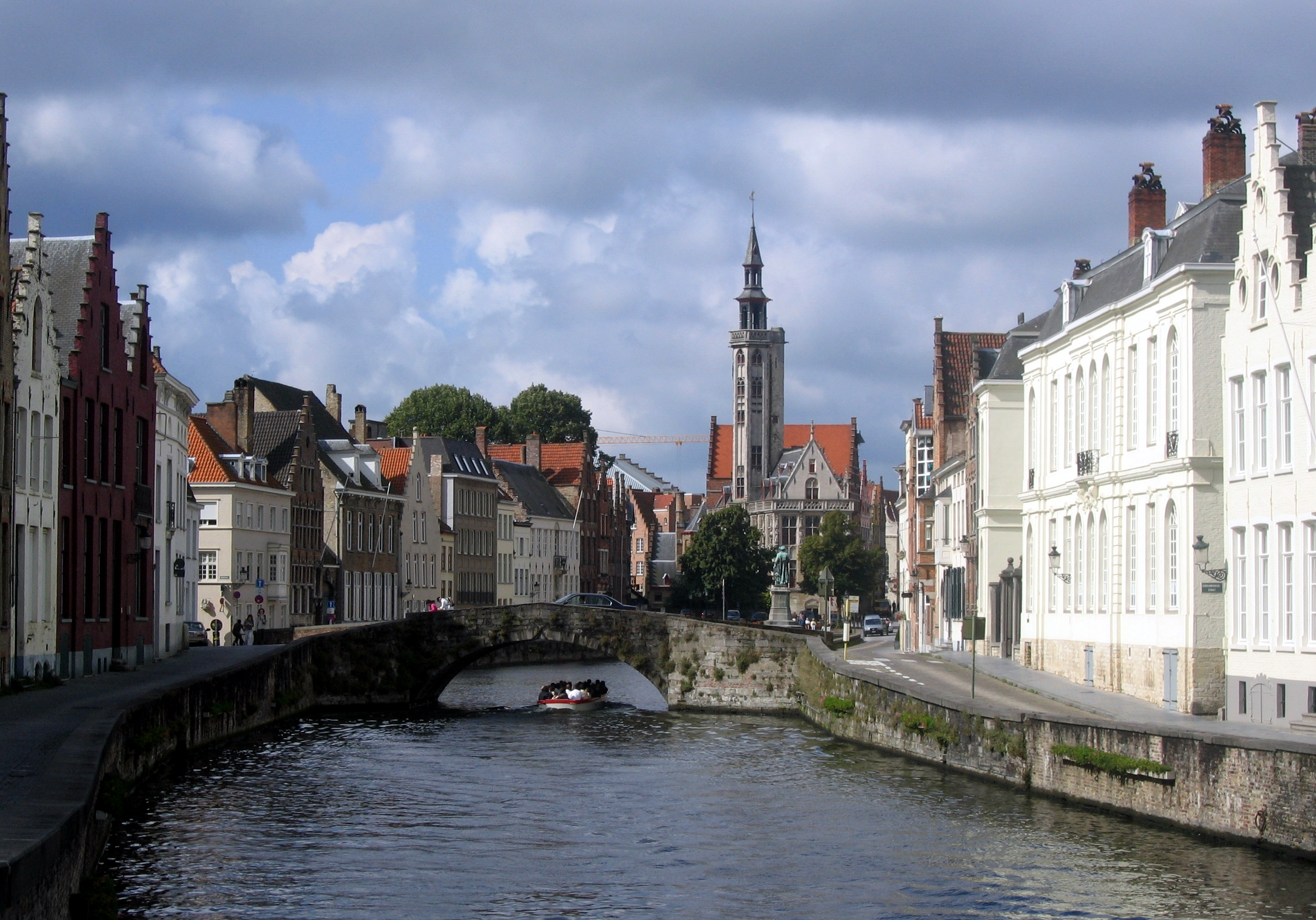
بروج

عرفت مدينة بروج في العصور الوسطى بأنها مدينة تجارية، بفضل موقعها المهم في شمال أوروبا واتصالها بالبحر ووجود القنوات المائية التي كانت تستخدم لحركة المرور التجارية. تأسست المدينة في القرن التاسع، وحققت ازدهارًا متصاعدًا لتجارة النسيج والصوف. ثم تطورت بروج لتصبح مدينة تجارية دولية مزدحمة مع ميناء خاص بها.
أصبحت المدينة المحصنة معقلاً سياسيًا قويًا، وذلك بفضل وجود الكونتات الفلمنكية، الذين حكموا مقاطعة فلاندرز. وفي القرن الثالث عشر أصبحت المركز التجاري الرائد في شمال غرب أوروبا، الامر الذي أدى إلى استقرار التجار من جميع أنحاء أوروبا في المدينة وتم تأسيس أول بورصة في العالم فيها. هيكل المدينة وعمارتها تشير إلى فن معماري أصيل. وهو فن العمارة القوطية الذي يميز شمال أوروبا ودول البلطيق. يجمع هذا الفن بين رشاقة التصميم والصلابة. وهو أسلوب من العمارة ازدهر خلال فترة العصور الوسطى. تتميز فيها المباني بالارتفاعات العمودية وبنوافذ زجاجية طويلة مقوسة أو مستديرة، وزخارف منمقة دقيقة التعبير. وأهم ما يعتمد عليه هذا البناء هو الأضلاع في أجزائه المختلفة التي تمتد على طول أقطارها، حيث كان المعماريون القوطيون يستخدمون طريقة جديدة للدعم الهيكلي تسمى الأسقف المضلعة. تتضمن استخدام أقواس أسطوانية متقاطعة، موضوعة بالتوازي مع بعضها البعض لدعم سقف مستدير يمكن أن يرتكز عليه.

### العمارة القوطية
من السمات المشتركة للعمارة القوطية وجود القوس المدبب، الذي يعتبر كأحد ثوابت هذا الفن. توجد العمارة القوطية في المدينة بشكل واضح في الكاتدرائيات والكنائس، وفي العديد من المباني غير الدينية، وفي المساكن الخاصة لكن بدرجة أقل وضوحًا. وعلى الرغم من مرور عدة قرون، فإن معالم المدينة لم تتغير. وهي متماسكة معماريًا، وتم الحفاظ على الطابع التاريخي للمدينة جيدًا بفضل الأسلوب القوطي القوي والمدروس بعناية. وترتبط العمارة القوطية في بروج أيضًا بالممرات المرصوفة بالحصى وقنوات المياه.

### الأسوار
كانت للمدينة أسوار تعود للقرن الثاني عشر، وعلى الرغم من هدم بعض الجدران وتهالك الأخرى، إلا أنها لا تزال مرئية بوضوح في بعض الاماكن القريبة من البوابات الأربعة للمدينة وبالقرب من أحد الأبراج الدفاعية.

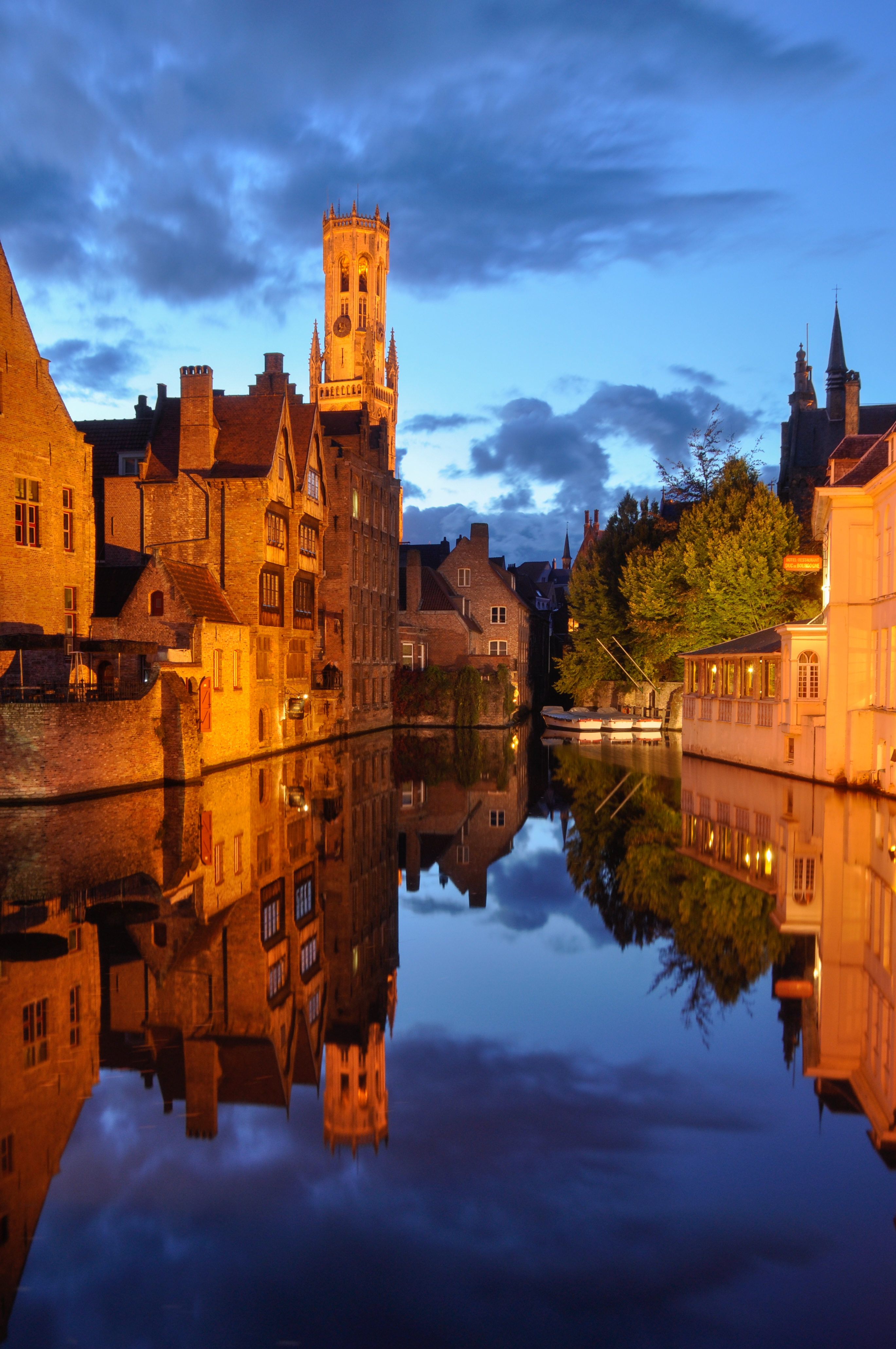
منظر لمدينة بروج

## ديموغرافية
اعتبارا من 1 مايو 2017، كان عدد سكان المدينة 118.489 نسمة (57.656 رجلا و60.833 امرأة)، أي بكثافة 856.13 نسمة/كم218 لمساحة 138.40 كم2. النسبة السنوية للسكان المحليين إلى السياح هي ساكن واحد لكل 21 سائحًا.

## معرض الصور

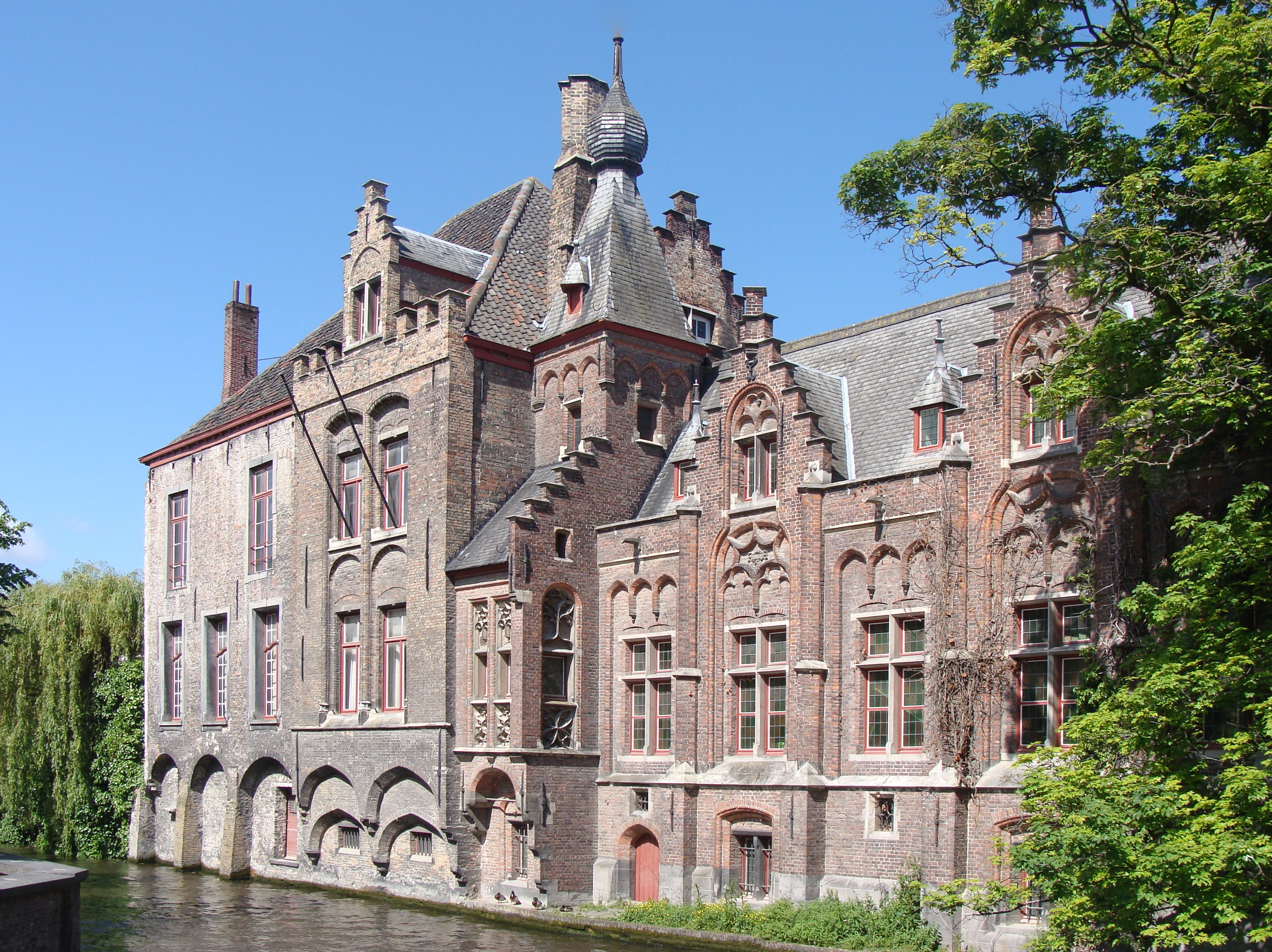
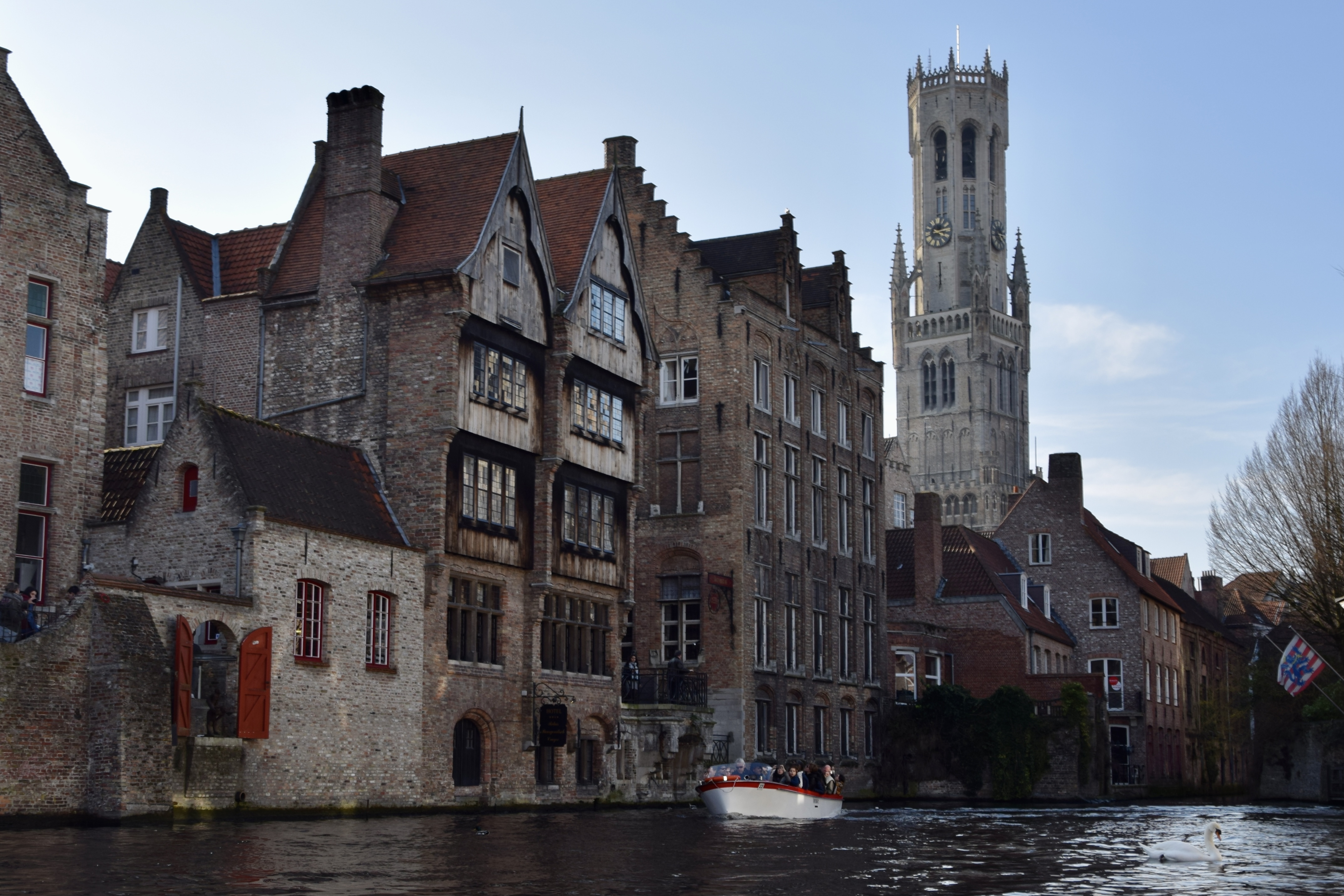
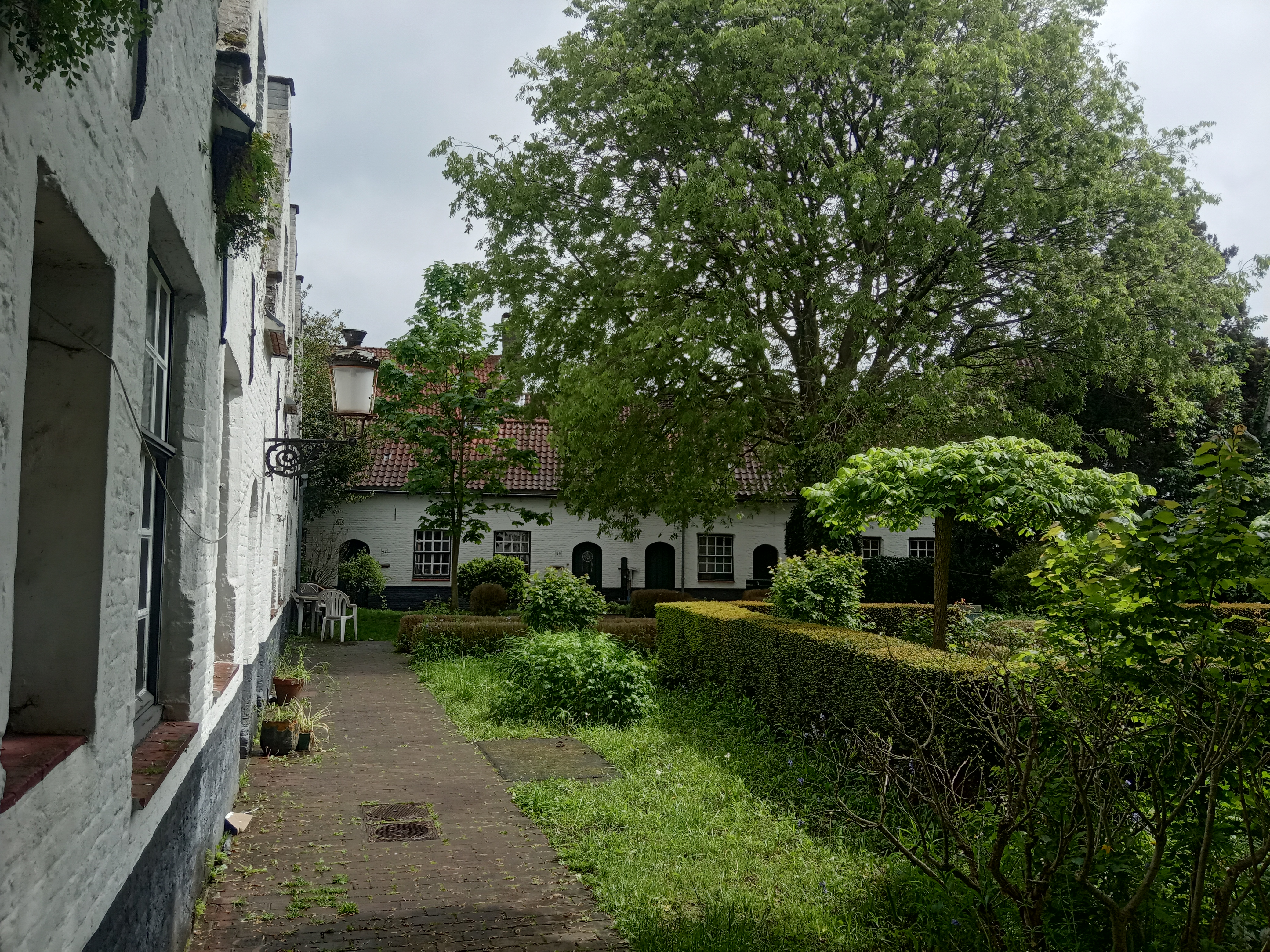
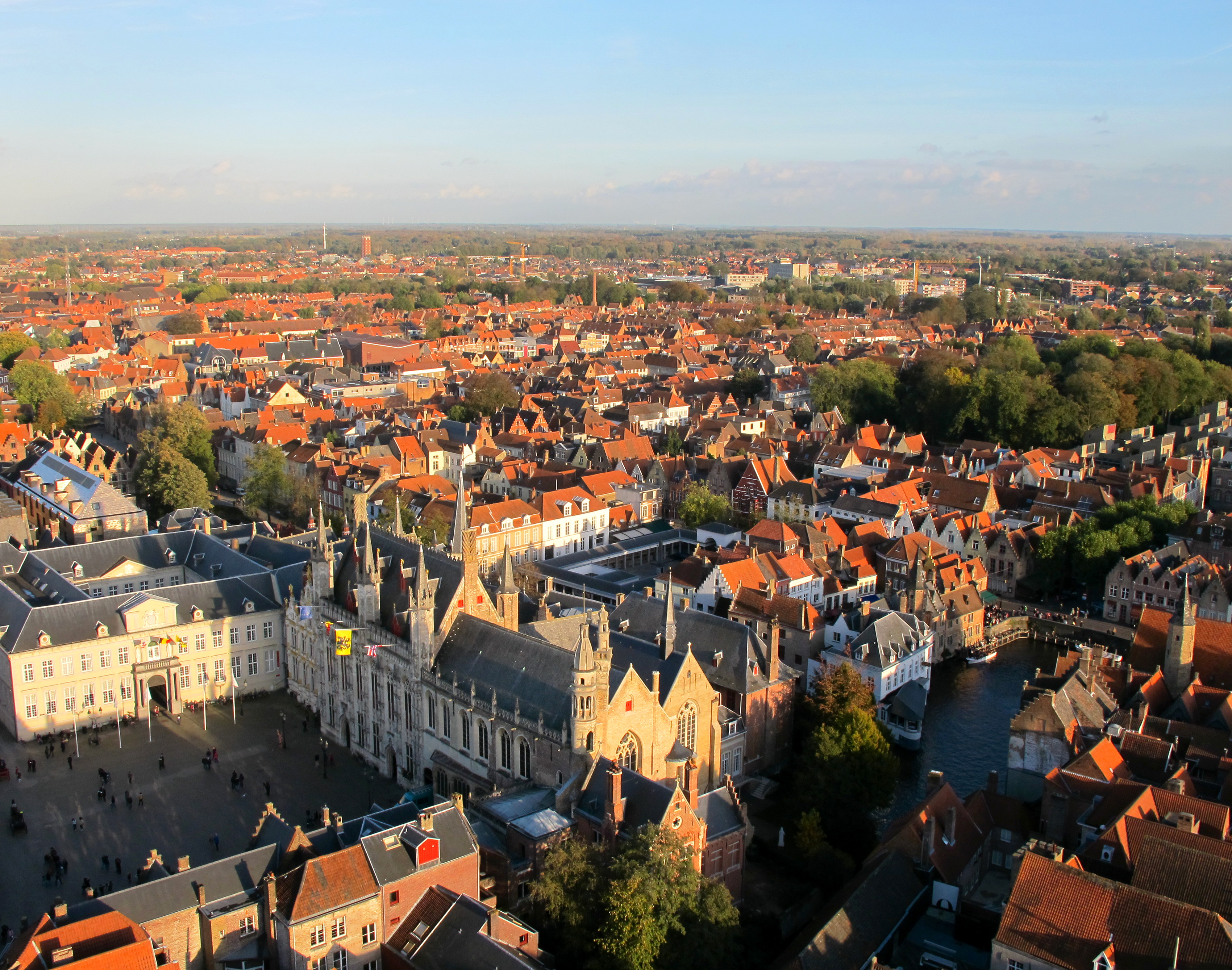
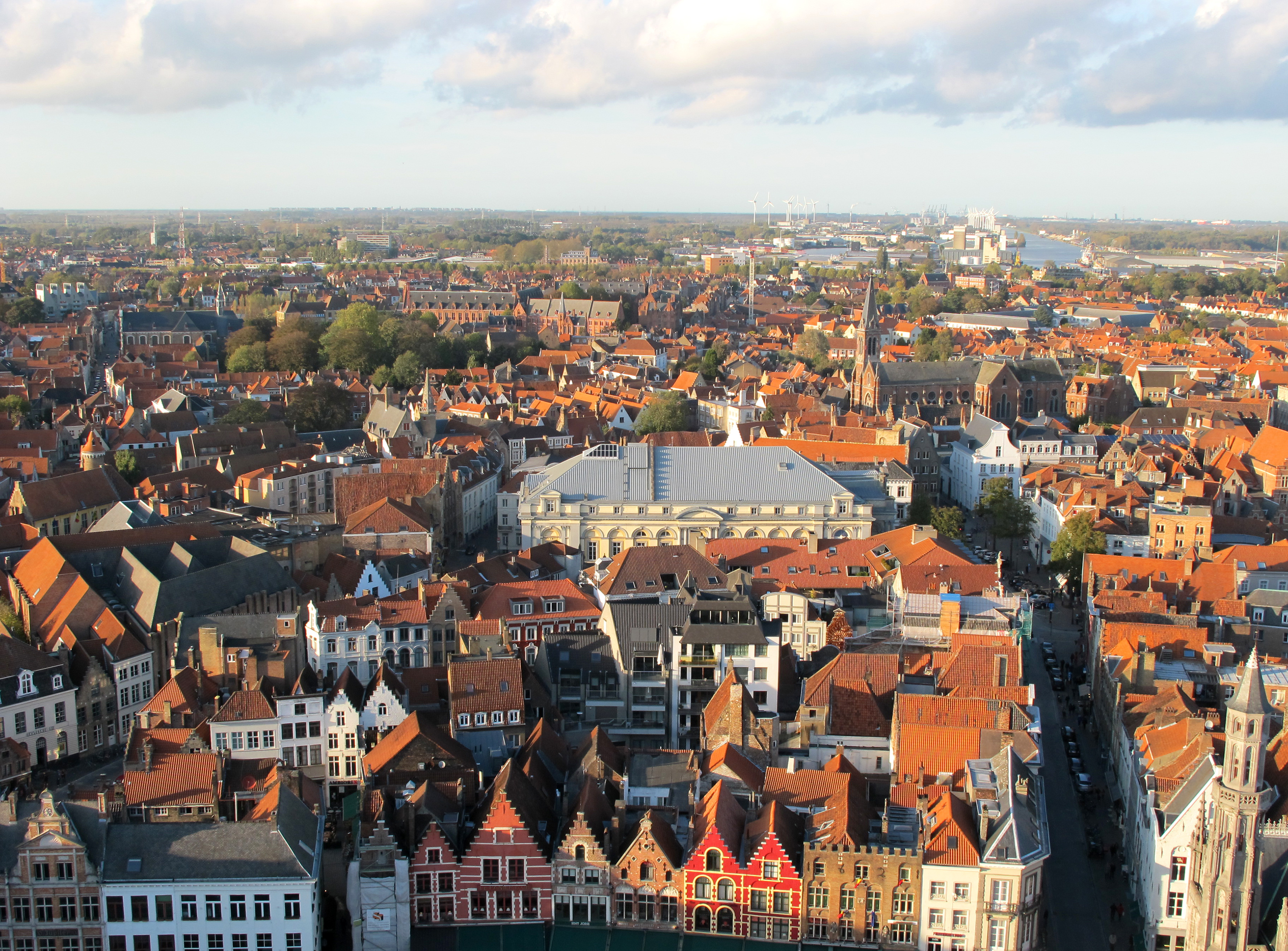
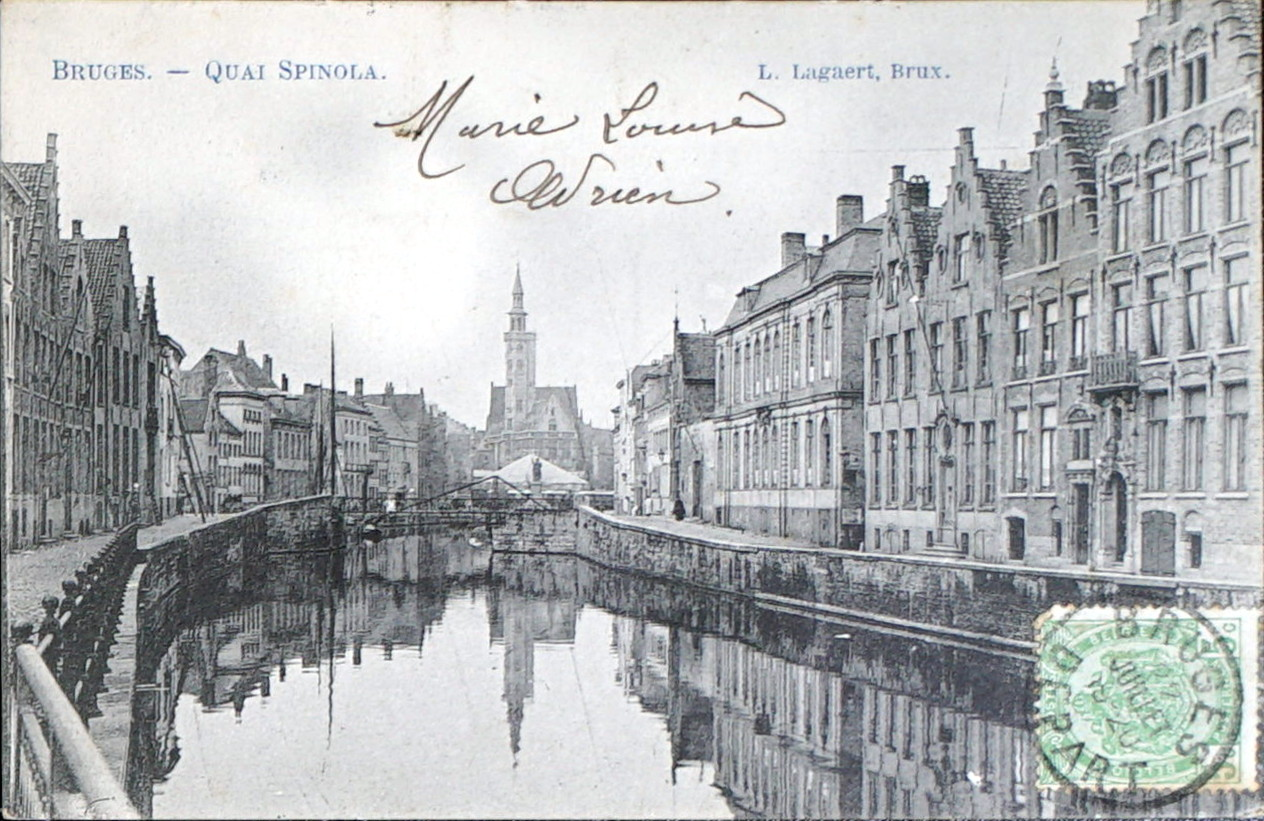
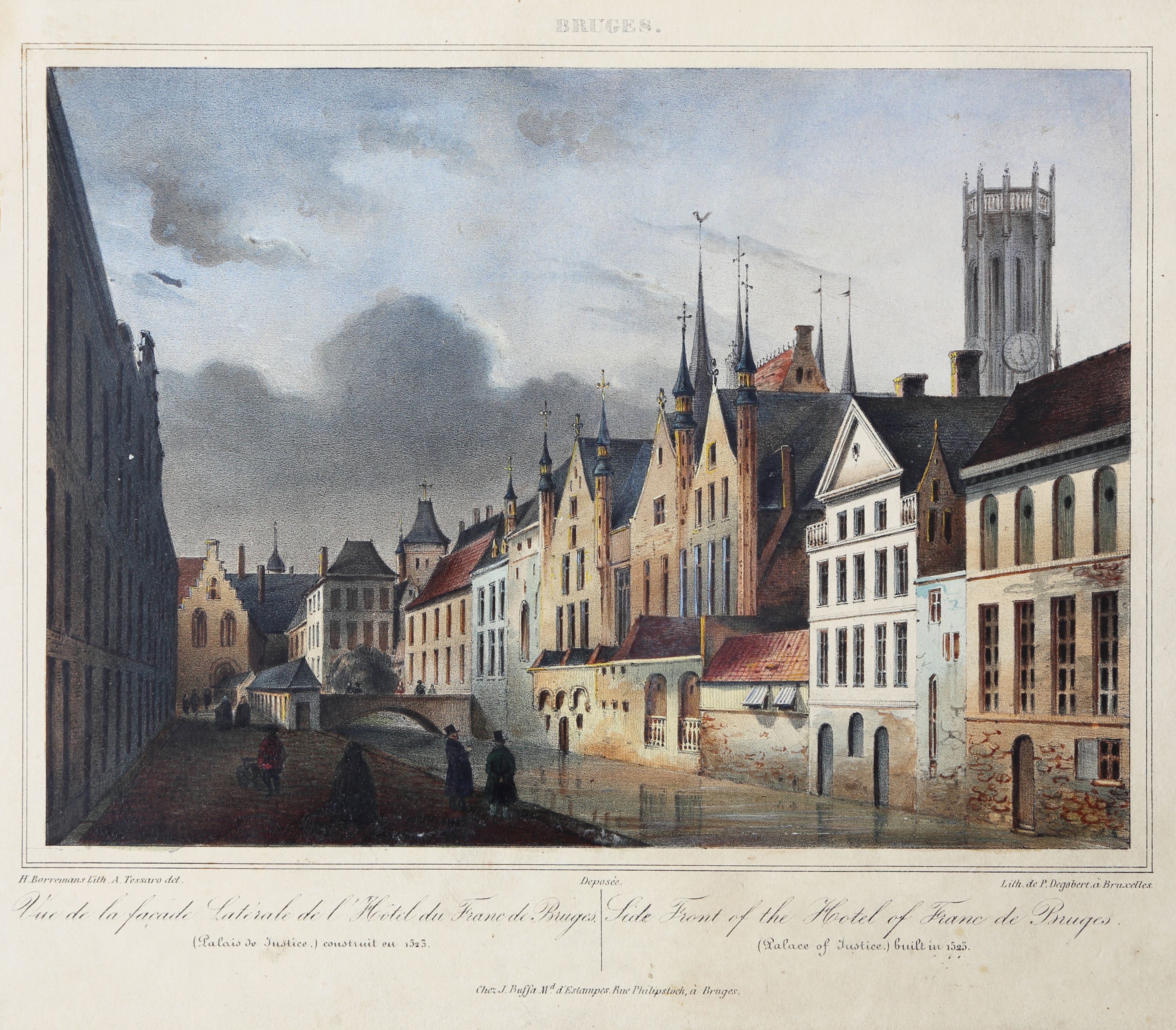
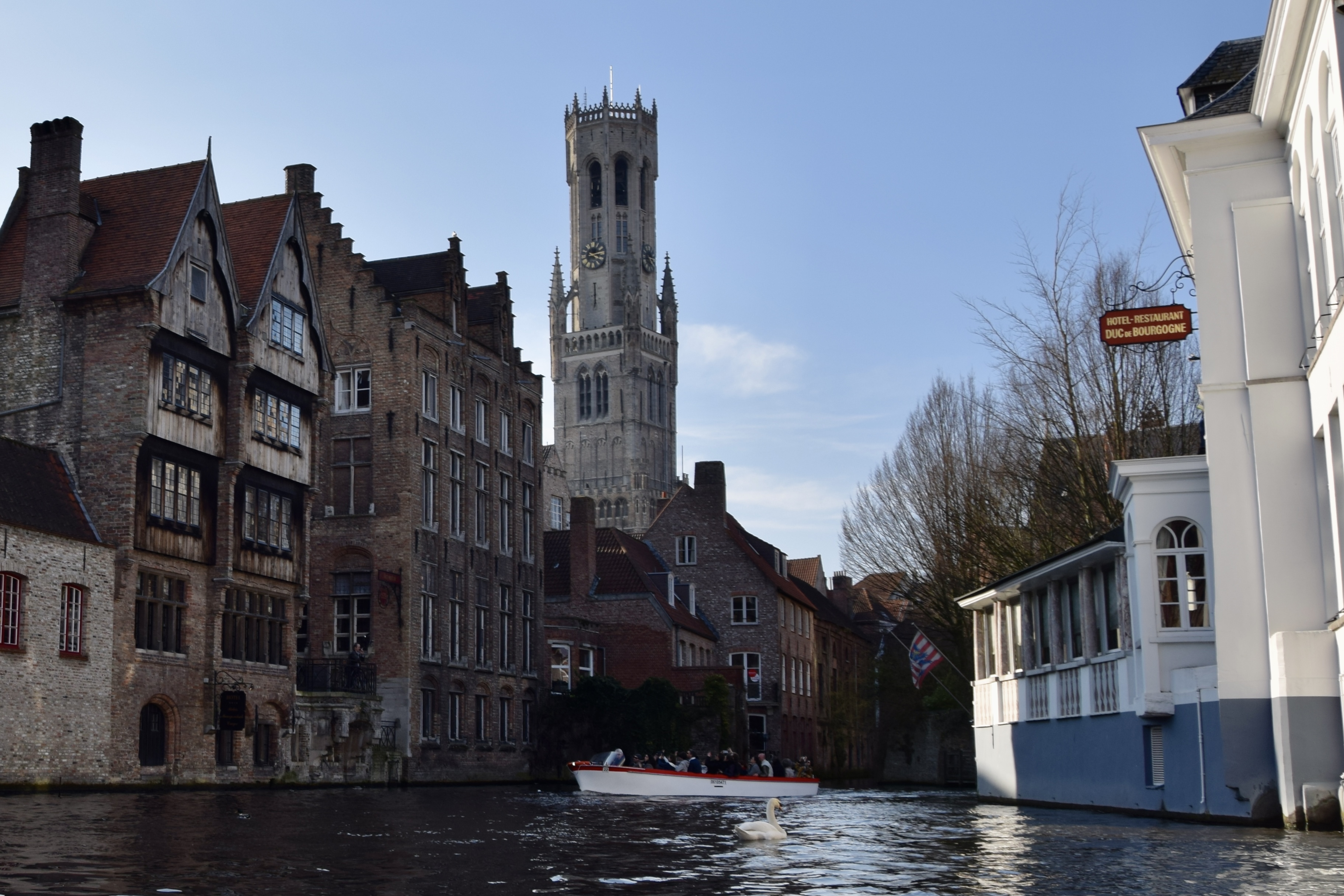
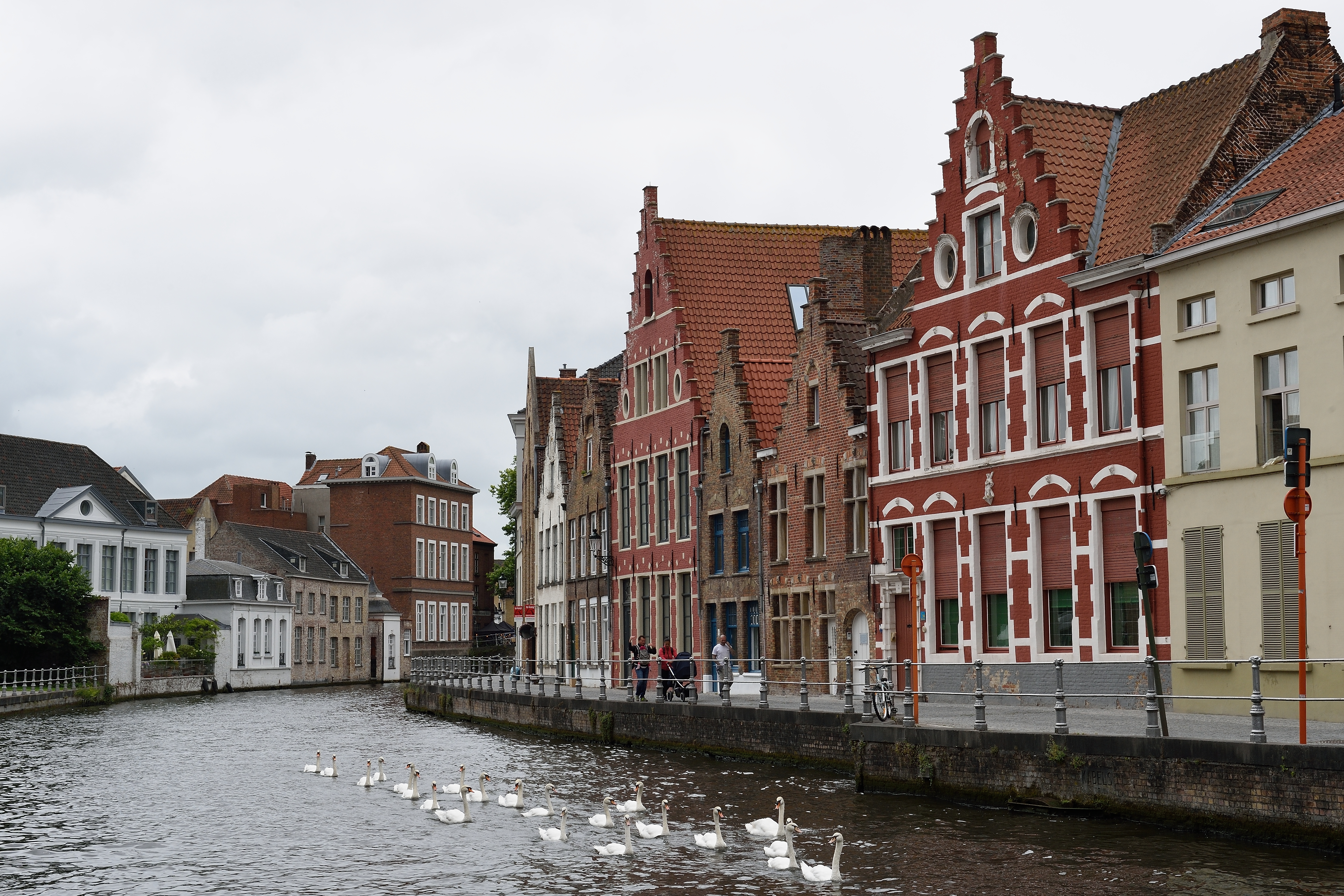
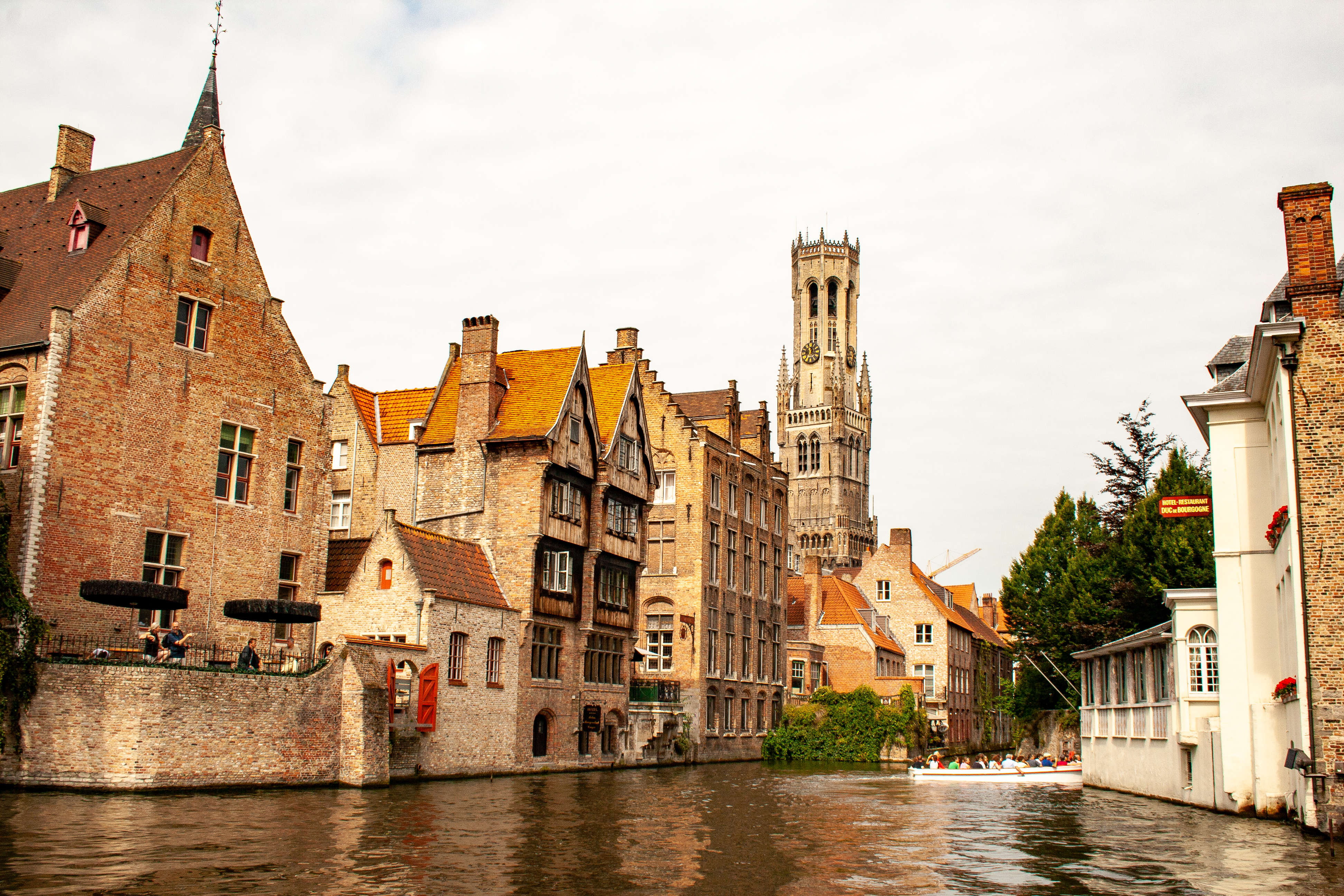

## التوأمة
لبروج اتفاقيات توأمة مع كل من:
- سلامنكا
- برغش

## أعلام
- هوغو كلاوس
- إيزابيلا دي بوربون
- فيليب الأول ملك قشتالة
- بيتروس كريستوس
- ماتيلدا من فلاندرز
- شارل الأول، كونت فلاندرز
- هانس ميملنغ
- لويس الأول، كونت فلاندرز
- توني باركر
- يان فان إيك
- غوتييه
- فيليب الطيب
- شارل الجريء
- ماري دوقة بورغونيا
- مارغريت من سافوي، كونتيسة سان بول